# 移山湖
移山湖是一个位于中国青海省治多县的湖泊。